# Patricia Millardet
Patricia Millardet (n. 24 martie 1957, Mont-de-Marsan, Aquitaine, Franța – d. 13 aprilie 2020, Roma, Italia) a fost o actriță franceză, devenită celebră pentru interpretarea rolului procuroarei Silvia Conti în serialul italian de televiziune Caracatița.

## Biografie
Și-a făcut debutul în cinematografia italiană în 1987, devenind celebră în Italia pentru interpretarea a numeroase roluri în filme de televiziune. Rolul ei cel mai cunoscut este cel al procuroarei curajoase și incoruptibile Silvia Conti din serialul de televiziune Caracatița. A mai fost protagonistă în serialul de ficțiune Il bello delle donne.
În 1994, în timp ce se afla într-un bar de noapte din zona Trinità dei Monti, a fost implicată într-o altercație cu un reporter al unui ziar monden; în 2000 a suferit o depresie și a fost dusă la spital; în decembrie 2004 a amenințat că se sinucide.

## Filmografie selectivă
- Fifty-Fifty, regie: Pascal Vidal (1981)
- La Boum 2, regie: Claude Pinoteau (1982)
- Tir groupé, regie: Jean-Claude Missiaen (1982)
- Sandy, regie: Michel Nerval (1983)
- Mortelle Randonnée, regie: Claude Miller (1983)
- P'tit con, regie: Gérard Lauzier (1984)
- Ronde de nuit, regie: Jean-Claude Missiaen (1984)
- Il cespuglio delle bacche velenose, regie: Gianni Lepre (1987)
- La piovra 4, regie: Luigi Perelli (1989)
- Il sole anche di notte, regie: Paolo și Vittorio Taviani (1990)
- La piovra 5 - Il cuore del problema, regie: Luigi Perelli (1990)
- Il sole anche di notte (1990)[11][12]
- La piovra 6 - L'ultimo segreto, regie: Luigi Perelli (1991)
- Hot Chocolate, regie: Josée Dayan (1992)
- Errore fatale, regie: Filippo de Luigi (1992)
- L'orma del califfo, regie: Tony Wharmby (1994)
- Wild Justice (1994)[13]
- La piovra 7 - Indagine sulla morte del commissario Cattani, regie: Luigi Perelli (1995)
- Visione di un delitto, regie: Elodie Keene (1998)
- Un bacio nel buio, regie: Roberto Rocco (1999)
- La piovra 10, regie: Luigi Perelli (2001)
- Il bello delle donne (2002-2003)

## Actrițe care i-au dublat vocea
- Maria Pia Di Meo în Il bello delle donne, La piovra 4, La piovra 5 - Il cuore del problema, La piovra 6 - L'ultimo segreto, La piovra 7 - Indagine sulla morte del commissario Cattani, La piovra 10, Visione di un delitto, Un bacio nel buio

## Legături externe
- Patricia Millardet, pe CineDataBase, Rivista del cinematografo.
- Patricia Millardet la Internet Movie Database
- Patricia Millardet, pe AllMovie, All Media Network.
- Patricia Millardet, pe filmportal.de.